# Marouf (bande dessinée)
Pour les articles homonymes, voir Marouf.
Marouf est une série de bande dessinée de Felix Molinari en petit format parue la première fois en février 1969 aux éditions lyonnaises Impéria et qui s'est achevée en juin 1986 après 208 numéros . Cette série qui se déroule pendant la Seconde Guerre mondiale au château d'Henrimont non loin de Paris, raconte les aventures du résistant français Marouf face aux troupes du Troisième Reich dirigées par le général Heinrich Von Fundernach.

## Synopsis
Gérard d’Henrimont, aviateur français, devient paraplégique à la suite de la destruction de son avion lors d’un combat aérien en juin 1940. Gérard et sa mère, comtesse d’Henrimont, vivent dans une partie du château familial alors réquisitionné par les troupes du général von Funderbach.
Convoqué par le général qui souhaite humilier la glorieuse famille d’Henrimont devant des invités, Gérard chute dans les escaliers du château avec son fauteuil roulant. Lorsqu’il se relève devant le général, Gérard réalise que l’accident lui a permis de retrouver l’usage de ses membres !
Il entre alors dans la clandestinité sous le pseudonyme de Marouf, en référence à son célèbre ancêtre du XVIIe siècle Pierre d’Henrimont. Il n’aura dès lors de cesse que de contrecarrer les plans du général Von Funderbach pour sauver ses compatriotes.

## Les personnages

### Marouf alias Gérard d'Henrimont
Fin connaisseur du château d'Henrimont, de ses passages secrets et de la campagne environnante, Marouf espionne les communications du général Von Fundernach pour mieux mettre en déroute les projets de son armée. Vêtu d'une chemise à lacet, de chausses et armé d'un fleuret, Marouf emprunte autant à l'image du mousquetaire du XVIIe siècle qu'à celle du super héros moderne.
« Marouf, c'est Thierry la Fronde contre les Allemands » (en référence à l'esprit aventurier et un peu potache de la série).

## Albums
La série comporte 208 numéros et 50 intégrales.
1. Combat dans l'ombre, Impéria, février 1969, 64 planches ;
2. Une torche dans la nuit, Impéria, mars 1969, 64 planches ;
3. L'homme de la gestapo, Impéria, avril 1969, 64 planches ;
4. Le spectre, Impéria, mai 1969, 64 planches ;
5. Aigles vaincus, Impéria, juin 1969, 64 planches ;
6. Requins aveugles, Impéria, juillet 1969, 64 planches ;
7. Appel à la résistance, Impéria, août 1969, 64 planches ;
8. La grande menace, Impéria, septembre 1969, 64 planches ;
9. L'ennemie, Impéria, octobre 1969, 64 planches ;
10. Le génie vaincu, Impéria, novembre 1969, 64 planches ;
11. Le grand "Otto", Impéria, décembre 1969, 64 planches ;
12. Objectif Croydon, Impéria, janvier 1970, 64 planches ;
13. Chasseur de fantômes, Impéria, février 1970, 64 planches ;
14. Le 3ème coup, Impéria, mars 1970, 64 planches ;
15. Opération "Inflation", Impéria, avril 1970, 64 planches ;
16. Duel sans merci, Impéria, mai 1970, 64 planches ;
17. Coup pour coup, Impéria, juin 1970, 64 planches ;
18. Entre le mur et l'épée, Impéria, juillet 1970, 64 planches ;
19. Lion marin, Impéria, août 1970, 64 planches ;
20. La fusée prototype, Impéria, septembre 1970, 64 planches ;
21. La femme maudite, Impéria, octobre 1970 ;
22. Mystère sur la ligne maginot, Impéria, novembre 1970 ;
23. , 128 planches ;
24. la rébellion des lutins 01/1971, 128 planches ;
25. Climat de malaise 02/1971, 128 planches ;
26. , 128 planches ;
27. Danger latent 04/1971, 128 planches ;
28. Où est le capitaine Kratz ? 05/1971, 128 planches ;
29. Substitution 06/1971, 128 planches ;
30. , 128 planches ;
31. Alerte au monastère 08/1971, 128 planches ;
32. Batteries de carton-pâte 09/1971, 128 planches ;
33. Hopital clandestin 10/1971, 128 planches ;
34. Opération Faucon 11/1971, 128 planches ;
35. , 128 planches ;
36. Les assiégés de Varrezio 01/1972, 128 planches ;
37. Contrebande d'armes 02/1972, 128 planches ;
38. , 128 planches ;
39. , 128 planches ;
40. , 128 planches ;
41. Un plan presque parfait 06/1972, 128 planches ;
42. , 128 planches ;
43. L'ancêtre de Marouf 08/1972, 128 planches ;
44. , 128 planches ;
45. L'anneau d'Athénofis 10/1972, 128 planches ;
46. , 128 planches ;
47. Alliés extraterrestres 12/1972, 128 planches ;
48. Le frere de Suzanne 01/1973, 128 planches ;
49. L'enlévement du général Funderbach 02/1973, 128 planches ;
50. Ordre de capture... 03/1973, 128 planches ;
51. , 128 planches ;
52. Le Passage secret... 05/1973, 128 planches ;
53. , 128 planches ;
54. , 128 planches ;
55. , 128 planches ;
56. La vérité éclatera 09/1973, 128 planches ;
57. , 128 planches ;
58. L'autre bataille d'Ibrahim 11/1973, 128 planches ;
59. ...danger permanent 12/1973, 128 planches ;
60. Un plan parfait! 01/1974, 128 planches ;
61. Le collier de la Comtesse 02/1974, 128 planches ;
62. Les resistants du ciel 03/1974, 128 planches ;
63. L 'attentat 04/1974, 128 planches ;
64. Dalton le vautour 05/1974, 128 planches ;
65. Passeport pour l'éternité 06/1974, 128 planches ;
66. La couronne 07/1974, 128 planches ;
67. Spitfire Johnny 08/1974, 128 planches ;
68. Double retour 09/1974, 128 planches ;
69. , 128 planches ;
70. La vengeance de John Matt 11/1974, 128 planches ;
71. Un héros pour l'éternité 12/1974, 128 planches ;
72. Le remplaçant 01/1975, 128 planches ;
73. Ordre de S.A.B.O.T.A.G.E... 02/1975, 128 planches ;
74. Mission ultra- secrète 03/1975, 128 planches ;
75. Operation gondole 04/1975, 128 planches ;
76. Nid d'esclaves 05/1975, 128 planches ;
77. Le plan des colonels 06/1975, 128 planches ;
78. Trafic d'armes 07/1975, 128 planches ;
79. Un homme appelé Gluck 08/1975, 128 planches ;
80. L'heritage du troisieme reich 09/1975, 128 planches ;
81. Par une nuit ... noire 10/1975, 128 planches ;
82. Les millionnaires 11/1975, 128 planches ;
83. La rose noire 12/1975, 128 planches ;
84. Funérailles pour un traitre 01/1976, 128 planches ;
85. Jeu pour deux traitres 02/1976, 128 planches ;
86. , 128 planches ;
87. La mort voyage en train 04/1976, 128 planches ;
88. , 128 planches ;
89. Agent double 06/1976, 128 planches ;
90. L'eblouissante lumiere de Kimberley 07/1976, 128 planches ;
91. Une momie pour le Maréchal 08/1976, 128 planches ;
92. Le cas du colonel Stauder 09/1976, 128 planches ;
93. Symphonie macabre 10/1976, 128 planches ;
94. , 128 planches ;
95. , 128 planches ;
96. Le porte avion de glace 01/1977, 128 planches ;
97. Fuite manquée 02/1977, 128 planches ;
98. Près des loups 03/1977, 128 planches ;
99. Une division perdue 04/1977, 128 planches ;
100. L'attentat 05/1977, 128 planches ;
101. L'amour a ses raisons 06/1977, 128 planches ;
102. Carnaval nazi 07/1977, 128 planches ;
103. Un coup de maître 08/1977, 128 planches ;
104. Le monstre 09/1977, 128 planches ;
105. Le général "La Poisse" 10/1977, 128 planches ;
106. Opération Oncle Sam 12/1977, 128 planches ;
107. , 128 planches ;
108. , 128 planches ;
109. , 128 planches ;
110. Sauvetage 04/1978, 128 planches ;
111. La nuit des fantômes 04/1978, 128 planches ;
112. Le nid des aigles 06/1978, 128 planches ;
113. Jules César 09/1978, 128 planches ;
114. Le fantôme 08/1978, 128 planches ;
115. Le dernier plan 07/1978, 128 planches ;
116. , 128 planches ;
117. L'autre Marouf 10/1978, 128 planches ;
118. Envoi mortel 11/1978, 128 planches ;
119. , 128 planches ;
120. L'amour a ses raisons 01/1979, 128 planches ;
121. Une bonne affaire... 02/1979, 128 planches ;
122. Le trésor du château 03/1979, 128 planches ;
123. Le tribunal de la Résistance 04/1979, 128 planches ;
124. Jeu mortel 05/1979, 128 planches ;
125. , 128 planches ;
126. Le déserteur... 07/1979, 128 planches ;
127. Le dernier de la brigade suicide 08/1979, 128 planches ;
128. , 128 planches ;
129. Agent nazi 244 11/1979, 128 planches ;
130. Duel sans merci 12/1979, 128 planches ;
131. Le cercueil voyageur 01/1980, 128 planches ;
132. La lune n'était pas neutre 01/1980, 128 planches ;
133. Guido le traître 03/1980, 128 planches ;
134. Étrange justice 04/1980, 128 planches ;
135. Le retour du Colonel Slauder 05/1980, 128 planches ;
136. Le trésor de Lin-Chu 06/1980, 128 planches ;
137. Christine a trahi ! 07/1980, 128 planches ;
138. Capsule mortelle 08/1980, 128 planches ;
139. Pierre le résistant 09/1980, 128 planches ;
140. Menace 10/1980, 128 planches ;
141. La dernière confidence 11/1980, 128 planches ;
142. Un message dans le ciel 12/1980, 128 planches ;
143. Le solitaire de Paris 01/1981, 128 planches ;
144. La chasse 12/1981, 128 planches ;
145. Les traîtres doivent payer 03/1981, 128 planches ;
146. Ou est le capitaine Kratz? 06/1981, 128 planches ;
147. L'évadé 05/1981, 128 planches ;
148. Hôpital clandestin 06/1981, 128 planches ;
149. La cabane sur la falaise 07/1981, 128 planches ;
150. Le secret englouti 08/1981, 128 planches ;
151. Le messager de la dernière chance 09/1981, 128 planches ;
152. L'ancètre de Marouf 10/1981, 128 planches ;
153. La cité perdue 11/1981, 128 planches ;
154. , 128 planches ;
155. Un vieil héritage 01/1982, 128 planches ;
156. Le passage secret 02/1982, 128 planches ;
157. Contrebande d'armes 03/1982, 128 planches ;
158. L'enlèvement du général Funderbach 04/1982, 128 planches ;
159. "Ordre de capture..." 05/1982, 128 planches ;
160. Les masques de Marouf 06/1982, 128 planches ;
161. Opération "K" 07/1982, 128 planches ;
162. Le débarquement.. 08/1982, 128 planches ;
163. Le fugitif de Berlin 09/1982, 128 planches ;
164. Les joyaux de la Couronne 10/1982, 128 planches ;
165. Un ennemi précieux 11/1982, 128 planches ;
166. , 128 planches ;
167. Le collier de la comtesse 01/1983, 128 planches ;
168. Un plan parfait ! 02/1983, 128 planches ;
169. Les résistants du ciel 03/1983, 128 planches ;
170. L'attentat 04/1983, 128 planches ;
171. Dalton le vautour 05/1983, 128 planches ;
172. Passeport pour l'éternité 06/1983, 128 planches ;
173. La couronne 07/1983, 128 planches ;
174. Spitfire Johnny 09/1983, 128 planches ;
175. Double retour 09/1983, 128 planches ;
176. Les deux rivaux 10/1983, 128 planches ;
177. La vengeance de John Matt 11/1983, 128 planches ;
178. Un heros pour l'eternité 12/1983, 128 planches ;
179. Le remplaçant 01/1984, 128 planches ;
180. Marouf 180 11/1983, 128 planches ;
181. Mission ultra-secrète 03/1984, 128 planches ;
182. Opération gondole 04/1984, 128 planches ;
183. Marouf 183 05/1984, 128 planches ;
184. Le plan des colonels 06/1984, 128 planches ;
185. Trafic d'armes 07/1984, 128 planches ;
186. Un homme appelé Gluck 09/1984, 128 planches ;
187. , 128 planches ;
188. , 128 planches ;
189. Les millionnaires 11/1984, 128 planches ;
190. La rose noire 12/1984, 128 planches ;
191. Funérailles pour un traitre 01/1985, 128 planches ;
192. Jeu pour deux traitres 02/1985, 128 planches ;
193. L'attentat 01/1985, 128 planches ;
194. La mort voyage en train 02/1985, 128 planches ;
195. La machine volante 03/1985, 128 planches ;
196. Agent double 04/1985, 128 planches ;
197. Marouf 197 07/1985, 128 planches ;
198. Une momie pour le Maréchal 07/1985, 128 planches ;
199. , 128 planches ;
200. Symphonie macabre 10/1985, 128 planches ;
201. Chasse à l'homme 11/1985, 128 planches ;, 128 planches ;

1. Le porte-avions de glace 01/1986, 128 planches ;
2. Fuite manquée 02/1986, 128 planches ;
3. Près des loups 01/1986, 128 planches ;
4. Une division perdue 04/1986, 128 planches ;
5. L'attentat 04/1986, 128 planches ;
6. Marouf 208 04/1986